# Зандан (Пулево)
Зандан (на гръцки: Ζιντανί, Ζουντάν, Κάστρο Θερμοπηγής) е средновековно отбранително съоръжение, разположено край валовищкото село Пулево (Термопиги), Северна Гърция.

## Име
Традиционното местно българско име е Зандантьо и според преданието е стара крепост-затвор, откъдето идва и името - на турски zandan означава затвор. На гръцки това име се предава като Зиндани (Ζιντανί) или Зундан (Ζουντάν). В 1968 година местността е прекръстена на Мавротопос (Μαυρότοπος), в превод „Черно място“.

## Местоположение
Крепостта е разположена на плато в Сенгелската планина на 3 km северозападно от село Пулево и на 3 km южно от Рупел. На 1 km западно тече река Струма (Стримонас). Така крепостта пази от изток южния вход на Рупелския пролом. Крепостта има визуален контакт с две важни крепости - Хисар и Ески Хисар при Валовища. На югоизток е манастирът „Света Варвара“. В миналото пътят от Валовища до Мелник не следва сегашния крайречен маршрут, а от Валовищките бани на Сидирокастро се приближава до крепостта Зандан и през ниските склонове на Сенгелската планина на източния бряг на Струма стига до Рупел. Причината за този странен маршрут е, че Струма в миналото има много повече вода и е много по-широка, оставяйки малко място за пресичане - има сведения, че най-тясната точка в Рупелския пролом е била широка три метра.
Платото, на което се намира крепостта, е естествено защитено поради стръмните склонове на хълма от север, юг и изток. От запад е сравнително уязвим поради надморската височина от тази страна.

## История
За крепостта няма никакви писмени сведения. Първото историческо сведение за Рупелския пролом е от 1255 година, когато по времето на Въстанието на Драгота българите се укрепили в пролома: («…τὴν τοῦ Ρουπελίου δυσχωρίαν, καθ' ἣν ὁ ποταμὸς Στρυμὼν ῥεῖ, δυσὶ συγκλειόμενος ὄρεσιν…»).

## Архитектура
В района на малка височина са запазени развалини от укрепления. Петрос Самсарис в 1988 година отбелязва развалините на две кули, свързани със стена прави снимка на едната кула. Днес от тези кули няма видима следа. Мястото изглежда е претърпяло много промени при поставянето на електрически стълб в непосредствена близост до развалините, а и камъните са използвани при строеж на каменна конюшня. Самсарис споменава, че една кула е била превърната в склад от местен овчар.
Запазена е една стена с дължина 5-6 метра, височина 1,70 m и дебелина 1,5 m и друга успоредна стена няколко метра по-на запад с дължина 10 m, дебелина 1,5 m и височина 1 m. И двете стени са перпендикулярни на северна стена, която е запазена на височината на основите. Освен това до първата стена има непрекъсната каменна купчина от 15 m, която вероятно е остатък от тази стена. Градежът на стените е недялани камъни със свързващ хоросан между тях и тухли в безпорядъчна подредба.
Според Йордан Иванов при Зандана има „следи от стари постройки с дебели железни вериги, които висят по широките (9 педи) стени“.
На 70 - 80 m западно от крепостта има пещера с вертикален отвор, като голяма пукнатина в скалата. Извън пещерата има голяма каменна купчина, която вероятно е от стените на крепостта.